# Northwest Territory

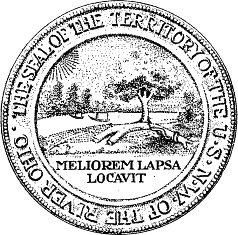

El Territori al Nord-oest del Riu Ohio, en angles: Territory Northwest of the River Ohio, o simplement Northwest Territory, va ser un territori dels Estats Units (organized incorporated territory of the United States) que va existir des del 13 de juliol de 1787, fins a l'1 de març de 1803, moment en el qual la part sud-est d'aquest territori va ser admesa a la Unió (Estats Units) com a Estat d'Ohio. Prèviament aquest territori formava part de la província britànica de Quebec (1763–1791) i era un territori utilitzat per als amerindis per la Reial Proclamació de 1763 i que pel Tractat de París (1783) va ser assignat als Estats Units.
El territori, ja sota els Estats Units, incloïa tot el terreny a l'oest de Pennsilvània i al nord-oest del riu Ohio. Abastava completament els actuals estats d'Ohio, Indiana, Illinois, Michigan, i Wisconsin, com també la part nord-est de Minnesota. La superfície total era de 670.000 km².
Les seves capitals van ser: Marietta (1788–1799) i Chillicothe (1799–1803).
S'hi refereix la Guerra Ameríndia del Nord-oest.
No s'ha de confondre amb l'antic Territori del Nord-oest de l'Amèrica britànica.